# Sainte-Pexine
Sainte-Pexine är en kommun i departementet Vendée i regionen Pays de la Loire i västra Frankrike. Kommunen ligger i kantonen Mareuil-sur-Lay-Dissais som tillhör arrondissementet La Roche-sur-Yon. År 2022 hade Sainte-Pexine 297 invånare.

## Befolkningsutveckling
Antalet invånare i kommunen Sainte-Pexine
| Referens: INSEE |